# Dalton Highway
Dalton Highway, Alaska Route 11 (AK-11) – droga stanowa w północnej Alasce. Jedna z najbardziej odizolowanych dróg od ośrodków miejskich. Została zbudowana w 1974 roku jako droga zaopatrzeniowa dla Ropociągu Trans-Alaska. Nazwana na cześć Jamesa Daltona, inżyniera z Alaski, który nadzorował budowę Distant Early Warning Line oraz jako ekspert od arktycznej inżynierii pełnił funkcje konsultanta we wczesnym odkrywaniu ropy naftowej w północnej Alasce.

## Przebieg drogi
Alaska Route 11 rozpoczyna się w osadzie Livengood, odchodząc od Elliott Highway – odcinka Alaska Route 2. 89 km od początku znajduje się most E. L. Patton na rzece Jukon. Na 184 kilometrze droga przekracza koło podbiegunowe północne. W połowie drogi (280 km) znajduje się osada Coldfoot a około 305 kilometra od trasy odchodzi droga do Wiseman o długości 5 km. Dalton Highway kończy się w Deadhorse, 666 kilometrów od Livengood. Jedynie 25% drogi posiada utwardzoną nawierzchnię.